# Antônio Lehmkuhl
Johann Bernard Anton Lehmkuhl, mais conhecido pelo nome adotado ao migrar para o Brasil, Antônio Lehmkuhl ou coronel Antônio Lehmkuhl, (Metelen, Westfalen, 8 de outubro de 1843 — Águas Mornas, 5 de setembro de 1924) foi um comerciante e chefe político em Santa Catarina.
Natural da Alemanha, filho de Bernard Anton Lehmkuhl e de Ana Maria Buerbrinker, imigrou para o Brasil junto com seus pais e irmãos, a bordo da barca sueca "Carolina", em 1862. Em 24 de agosto de 1885, na Secretaria da Presidência da Província de Santa Catarina, naturalizou-se cidadão brasileiro.
- 1890 a 1891: Intendente municipal de São José;[1]
- 1891: Delegado literário de Santo Amaro da Imperatriz, nomeado em 24 de março de 1891;[1]
- 1906: coronel-comandante da 16° Brigada de Infantaria da Guarda Nacional, no município de Palhoça, em 15 de janeiro de 1906[1]
- 1907 a 1910: Conselheiro municipal de Palhoça.

É patrono de estabelecimento de ensino estadual em Águas Mornas.
Foi casado com Cristina Klettenberg, falecida em 1889, e com Maria Madalena Passig.